# سیارک ۸۳۹۸
سیارک ۸۳۹۸ (به انگلیسی: 8398 Rubbia، نامگذاری:1993XY) هشت هزار و سیصد و نود و هشتمین سیارک کشف شده‌است که در ۱۲ دسامبر ۱۹۹۳ کشف شد.
قدر مطلق سیارک برابر ۱۵٫۵۰ است.